# Surculus oculatus
Surculus oculatus är en stekelart som beskrevs av Henry Keith Townes, Jr. 1970. Surculus oculatus ingår i släktet Surculus och familjen brokparasitsteklar. Inga underarter finns listade i Catalogue of Life.